# Chrysotrichia angkup
Chrysotrichia angkup är en nattsländeart som beskrevs av Wells och Huisman 1993. Chrysotrichia angkup ingår i släktet Chrysotrichia och familjen smånattsländor. Inga underarter finns listade i Catalogue of Life.